# Phénoménologie de la religion
La phénoménologie de la religion est la description du fait religieux. Cette discipline se propose d'étudier la conscience du croyant, sa conception du monde, et éventuellement, sa perception des faits religieux.
Largement tributaire de l'herméneutique religieuse — c'est-à-dire de l'analyse et de l'interprétation des textes bibliques —, la phénoménologie tente d'articuler la compréhension du fait religieux autour des différents sens des textes sacrés.

## Histoire
La première apparition du terme « Phénoménologie de la religion » se trouve en « Lehrbuch der Religionsgeschichte », par Pierre Daniël Chantepie de la Saussaye (1848-1920), en 1887.

## Quelques chercheurs de phénoménologie des religions
- Pierre Daniel Chantepie de la Saussaye (1848-1920)
- Gerardus van der Leeuw (1890-1950)
- Rudolf Otto (1869-1937)
- Friedrich Heiler (1892-1967)
- Mircea Eliade (1907-1986)
- Kurt Goldammer (1916-1997)
- Günter Lanczkowski (1917-1993)
- Raffaele Pettazzoni (1883-1958)
- Gustav Mensching (1901-1978)
- José Severino Croatto (1930-2004)
- Jean Jacques Waardenburg (1930-2015)
- Hans-Joachim Klimkeit (1939-1999)
- Udo Tworuschka (née 1949)
- Wolfgang Gantke (née 1951)